# Friedrich Oom
Friedrich Oom (* 6. Juni 1793 in Garz/Rügen; † 9. November 1849 Barth) war ein deutscher Jurist, Bürgermeister und Lokalhistoriker der Stadt Barth in Vorpommern.

## Leben und Werk
Der Sohn des Bürgermeisters von Garz auf Rügen wurde im Haus seiner Eltern von Privatlehrern unterrichtet. Ab 1810 studierte er Rechtswissenschaften sowie Geschichte und Literatur an der Universität Greifswald. Nach bestandenen Prüfungen als Notar und Anwalt wurde er 1815 als gelehrtes Mitglied in den Stadtrat von Barth berufen, wo er insgesamt 34 Jahre lang wirkte. 
1835 wurde er zum Bürgermeister von Barth gewählt. Mehrfach nahm er als Abgeordneter an Kommunallandtagen und an Provinziallandtagen der Provinz Pommern sowie 1847 am Vereinigten Landtag Preußens in Berlin teil. 1849 legte er seine städtischen Ämter nieder und wurde als königlicher Kreisgerichtscommissarius und Mitglied des königlichen Kreisgerichts zu Stralsund Einzelrichter für Barth und Umgebung.
In seiner Funktion als Bürgermeister wandte er sich der Geschichte der Stadt Barth zu, deren Archiv er dazu auswertete. In der ersten Ausgabe der Baltischen Studien veröffentlichte er einen Aufsatz zur Geschichte der Barther Kirche. Seine „Chronik der Stadt Barth“ erschien in den 1840er Jahren zunächst auszugsweise im „Barther Wochenblatt“ und wurde 1851 nach seinem Tod veröffentlicht. Weitere unveröffentlichte Schriften gelangten über den Nachlass Johann Gottfried Ludwig Kosegartens an die Universität Greifswald.

## Schriften
- Das alte Barth in kirchlicher Rücksicht. In: Baltische Studien. Band 1, Stettin 1832, S. 173–246
- Chronik der Stadt Barth. K. Dumrath (Hrsg.), Barth 1851
- Barthische Haushaltungsrechnung des Fürsten Wizlaw III. von Rügen ungefähr aus dem Jahre 1314. In: Baltische Studien. Band 15 Heft 2, Stettin 1854, S. 140–151